# 196005 Róbertschiller
(196005) Róbertschiller, denumire internațională (196005) Robertschiller, este un asteroid din centura principală de asteroizi.

## Descriere
196005 Róbertschiller este un asteroid din centura principală de asteroizi. A fost descoperit pe 12 septembrie 2002 la Piszkesteto de Krisztián Sárneczky. Asteroidul prezintă o orbită caracterizată de o semiaxă mare de 3,20 ua, o excentricitate de 0,10 și o înclinație de 6,0° în raport cu ecliptica.